# Santa Cruz (Drama)
Santa Cruz. Eine Romanze ist ein Drama des Schweizer Schriftstellers Max Frisch. Es entstand im August und September 1944 als erstes Theaterstück Max Frischs, wurde aber erst nach seinem zweiten Stück Nun singen sie wieder am 7. März 1946 am Zürcher Schauspielhaus unter der Regie von Heinz Hilpert uraufgeführt.
Max Frisch greift in Santa Cruz eines der Kernthemen seines Frühwerks auf, den Gegensatz zwischen bürgerlicher und Künstlerexistenz, die in den beiden männlichen Hauptfiguren des Stücks, einem Rittmeister und einem Vaganten, personalisiert werden. Zwischen ihnen steht die weibliche Hauptfigur Elvira, die Ehefrau des Rittmeisters. Alle drei Figuren sind zwiegespalten zwischen ihren Sehnsüchten und den Anforderungen des Lebens. Der Vagant verführte einst Elvira, doch die Abenteuerlust trieb ihn wieder in die Ferne. Elvira träumt seither jede Nacht von ihm, doch eine sichere Existenz fand sie an der Seite des Rittmeisters. Der Rittmeister heiratete Elvira aus Anstand und sehnt sich seither nach dem ungebundenen Leben des Vaganten. Mit dessen Rückkehr brechen die verdrängten Sehnsüchte wieder auf.

## Inhalt

### Vorspiel
Der Rittmeister und Elvira bewohnen ein Schloss und verpachten Bauern das umliegende Land. Der Vagant ist der Kapitän einer Bande von Abenteurern, die es mit ihrem gekaperten Schiff in den Hafen des Schlosses verschlagen hat, wo sie nun festliegen, da es seit einer Woche ununterbrochen schneit.
In einer Pinte erzählt der Vagant Pelegrin von einer Frau, die er vor 17 Jahren in Santa Cruz geliebt hat. Sie hieß Elvira wie die Frau des Rittmeisters, von dem man munkelt, seine Tochter sei in Wahrheit nicht von ihm. Als der Vagant dies hört, bricht er auf zum Schloss. Ein Arzt berichtet, dass der Vagant höchstens noch eine Woche zu leben habe, dennoch beneidet er ihn um sein Leben.

### Erster Akt
Der Rittmeister entlässt seinen treuen Stallburschen, der ihm jahrelang kleine Prisen seines Tabaks gestohlen hat. Obwohl er sich selbst damit nur Unannehmlichkeiten bereitet, sei dies notwendig, um die Ordnung aufrechtzuerhalten. Seiner Frau Elvira berichtet er von einem Seeräuber in Santa Cruz, der ihn einst einlud, mit ihm nach Hawai aufzubrechen. Er schlug dies aus, um an Elviras Seite zu bleiben. Seither denkt er jeden Tag voll Sehnsucht an den anderen; er möchte ihn noch einmal kennenlernen, um zu sehen, welches Leben ihm entgangen ist.
Elvira verfällt auf die Idee, den Vaganten einzuladen, der bereits eine Woche auf Audienz im Schloss wartet. Sie hofft, dessen ärmliche und kriminelle Lebensverhältnisse könnten ihrem Mann die Sehnsucht austreiben. Doch als der Vagant eintritt erkennt sie ihn als ihren ehemaligen Geliebten Pelegrin wieder. Überstürzt verlässt sie das Zimmer. Auch der Rittmeister erkennt im Vaganten jenen Seeräuber aus Santa Cruz wieder. Der Name des Schiffs, mit dem der Rittmeister damals mitfahren wollte, lautete Viola. Daraufhin tritt die siebzehnjährige Tochter des Rittmeisters ein. Sie heißt ebenfalls Viola.

### Zweiter Akt
Auf dem Schiff des Vaganten unterhalten sich die Matrosen. Pedro, der Poet unter ihnen, soll ihnen eine Geschichte erzählen. Doch wann immer er etwas erzählt, was sie nicht als unmittelbare Wirklichkeit vor Augen haben, überwältigen und fesseln sie ihn. Elvira und Pelegrin kommen auf das Schiff. In ihrer Begegnung verschwimmen die Vergangenheit vor siebzehn Jahren und der Traum, den Elvira seitdem von dieser Nacht träumt. Jede Nacht verführt Pelegrin das junge Mädchen mit seinen zärtlichen Worten, obwohl sie mit dem Rittmeister verlobt ist. Am Ende trägt Pelegrin sie jedes Mal zur Kajüte.

### Dritter Akt
Nach einem langen Abend mit dem Vaganten lässt der Rittmeister mitten in der Nacht den Schlitten anspannen und macht sich auf den Weg nach Hawai. Er hinterlässt seiner Gattin einen Abschiedsbrief, in dem er seinen Aufbruch begründet. Im Gespräch mit dem Vaganten habe er begriffen, dass er sterblich sei. Er möchte noch einmal leben, noch einmal alles neu erfahren und nicht bereits im Vorhinein wissen, was der nächste Tag ihm bringe. Der Vagant bleibt zurück und wartet auf Elvira. Er will sich nicht schlafen legen, weil er spürt, dass er nicht mehr lange zu leben hat.

### Vierter Akt
In Santa Cruz vor siebzehn Jahren trennen sich der Vagant und die junge Elvira. Er möchte sie mit auf seine Fahrten nehmen, doch sie wünscht sich ein sesshaftes Leben. Während es ihn in die Ferne zieht, möchte sie heiraten und plant für ein Kind. Der Vagant ruft verzweifelt Gott an, jede Entscheidung in ihrer Situation sei eine Schuld. Als ein Neger auftritt, der Austern verkaufen will, prügelt sich der Vagant mit ihm. Dann flieht er aus Angst vor den Gendarmen zu seinem Schiff.
Der Rittmeister trifft auf den Vaganten, der ihm Hawai in schillernden Farben schildert. Da den Rittmeister, von Elvira verlassen, nichts mehr hält, will er mit dem Vaganten fahren. Doch im letzten Moment taucht ein Gendarm mit dem Neger auf. Er hält Elvira als Pfand für die zerstörten Austern. Der Rittmeister löst sie aus. Noch immer möchte er mit dem Vaganten fahren, doch aus Sorge um Elvira bleibt er bei ihr. Als das Schiff des Vaganten ausfährt, schauen ihm beide nach.

### Fünfter Akt
Pelegrin und Elvira reden miteinander. Sie glaubt, Pelegrin habe dem Rittmeister ihre gemeinsamen Nacht offenbart. Doch dieser hat bloß von Hawai geschwärmt. Auf ihre drängenden Fragen nach den Gründen seines Besuches, weiß Pelegrin nur zu sagen, er habe sie grüßen wollen. Im Schloss beginnt sich auch der Vagant nach einem Leben zu sehnen, das er nie geführt hat, nach Büchern, die er nie gelesen hat, nach Instrumenten, die zu spielen er nicht versteht. Viola begegnet Pelegrin, der ihr, als im gleichen Moment der Rittmeister zurückkehrt, erklärt, er sei nur ihr zuliebe umgekehrt.
Der Rittmeister redet mit Elvira. Sie wünschen, sie wären miteinander ehrlicher gewesen. In ihrer Ehe hatten sie gemeint, ihre Sehnsüchte begraben zu müssen, um den anderen nicht zu enttäuschen. Dabei sei ihre Liebe größer und ihre Treue tiefer, als dass sie Träume fürchten müssten. Sie entdecken, dass Pelegrin am Klavichord sitzend gestorben ist. Er hatte dem Rittmeister noch gesagt, er verwünsche nichts, was er erlebt habe, und wünsche nichts zurück. Neun Stimmen treten auf und reden mit Pelegrin. Es sind Personen aus seinem Leben oder solche wie seine Mutter, die er nie kennengelernt hat. Die vorletzte ist der Tod. Die letzte ist Viola, sein Kind, das alles noch einmal beginnt.

## Stellung im Werk
Laut Volker Hage ist Santa Cruz von Frischs frühen Stücken „das lebendigste geblieben“. Frisch habe private Probleme in einen Modellfall übertragen, der bereits auf die späteren Erfolgsstücke Biedermann und die Brandstifter und Andorra vorausweise. Die Sujets des frühen Prosawerks wieder aufgreifend, sah Hage das Stück in besonderer Nähe zur Erzählung Bin oder Die Reise nach Peking. Das Sehnsuchtsziel – damals Peking – heiße nun Hawai, die zwei Seiten einer Persönlichkeit – damals Ich und Bin – werden nun im Rittmeister und Vaganten verkörpert. Die beiden 1944 entstandenen Arbeiten bildeten für Hage „die eigentliche Ouvertüre zum literarischen Werk Max Frischs: wenn auch noch keine Meisterwerke, sind sie doch mehr als nur Gesellenstücke.“

## Entstehungsgeschichte

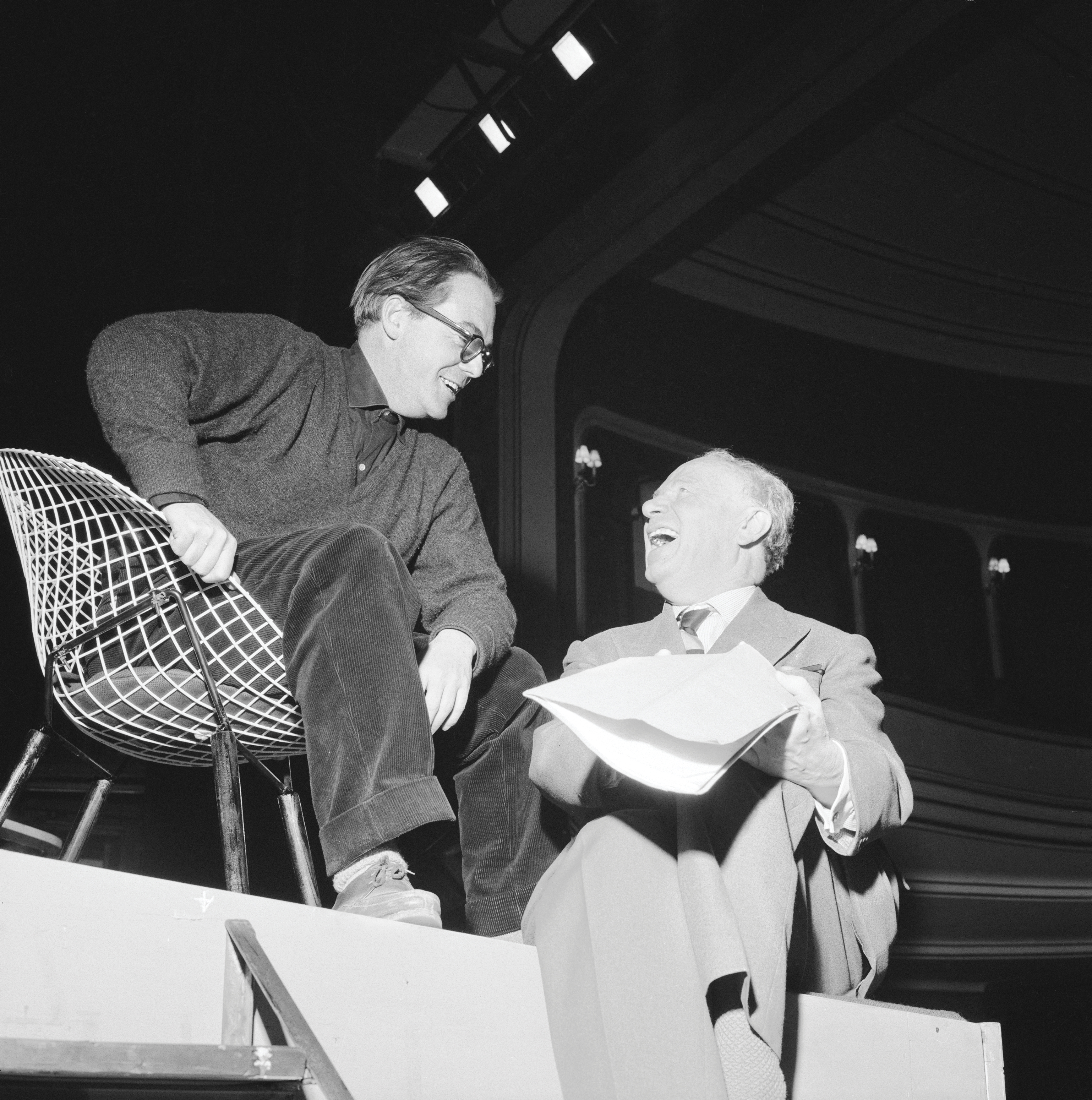
Max Frisch bei Proben zu Biedermann und die Brandstifter 1958

Als Reaktion auf seinen Roman J’adore ce qui me brûle oder Die Schwierigen erhielt Frisch auch einige Zeilen von Kurt Hirschfeld, dem Dramaturgen des Zürcher Schauspielhauses, mit der Ermunterung, ein Theaterstück zu schreiben. Hirschfeld lud Frisch zu Proben ein. Das Schauspielhaus, nach seinen Worten „damals die einzige lebendige Bühne deutscher Sprache“, beherbergte zu dieser Zeit eine Elite emigrierter Theaterkünstler. Frisch, der bereits über dreißigjährige Architekt, der längst nicht mehr an eine eigene Theaterkarriere geglaubt hatte, kam in Kontakt mit der zeitgenössischen Dramatik. Er lernte persönlich Thornton Wilder und Bertolt Brecht kennen, die einen starken Einfluss auf ihn ausübten.
Im August und September 1944 schrieb Max Frisch sein erstes Theaterstück Santa Cruz „in fünf Wochen, als Entertainment für mich“. Tagsüber arbeitete er als Architekt, abends schrieb er: „Ich will nicht ertappt werden, daß ich im Büro etwas anderes treibe; nur für dringliche Einfälle liegt ein Zettel unter meinem Reißbrett.“ Bereits bei Abgabe des Stücks verwies Frisch Hirschfeld gegenüber auf Pläne für sein folgendes Stück, das aktueller sei und sich mit dem Krieg beschäftige.
Tatsächlich wurde das im Januar 1945 entstandene und zeitpolitisch aktuellere Nun singen sie wieder vorgezogen und am 29. März 1945 als erstes von Frischs Dramen am Zürcher Schauspielhaus aufgeführt. Die Uraufführung von Santa Cruz folgte knapp ein Jahr später am 7. März 1946. Regie führte Heinz Hilpert, das Bühnenbild stammte von Teo Otto, die Rolle der Elvira übernahm Brigitte Horney. Die Buchausgabe erschien im Folgejahr beim Basler Verlag Benno Schwabe. Illustriert wurde sie von Eugen Früh. Auf dem Titelblatt prangte das Motto: „Unser Gegenspieler, das nicht gelebte Ich, als dichterische Gestalt“.
Zur Uraufführung nahm Frisch ins Programmheft einige Erläuterungen auf. Darin beschrieb er, dass er keine Chronik darzustellen versuche, sondern eine Synchronik, die Durchlässigkeit der Gegenwart für die Erinnerungen. Das Stück spiele so gleichzeitig in einer Nacht, während es schneit, wie vor siebzehn Jahren an einem ganz anderen Ort am sommerlichen Meer. Dabei stehe „Santa Cruz“, ein fremder und offenbar spanischer Name, nicht für einen konkreten Ort, sondern für das eigene Erleben. „Cruz“, das Kreuz, sei das eigene Schicksal, das jeder Mensch zu tragen habe, ohne dass er ein anderes Leben leben könne: „Es stirbt der ewige Andere in uns.“

## Rezeption
Bereits vor der Uraufführung erhielt Frisch für Santa Cruz im Jahr 1945 den mit 3000 Schweizer Franken dotierten Welti-Preis. Die Reaktionen auf die Erstaufführung waren sehr positiv. Gelobt wurden der poetische Ton und das Wechselspiel zwischen Realität und Traum. Eduard Korrodi sprach von einem „faszinierendem Traumspiel“, für ihn war „das Erlebnis dieses Abends nicht einfach, sondern unheimlich schön. Eines Dichters Werk!“ Elisabeth Brock-Sulzer befand in den Schweizer Monatsheften: „Hier ist wesentlich Schweizerische Dramatik!“ Bezogen auf das Thema des Stücks ordnete Carl Seelig in den Basler Nachrichten Max Frisch wie folgt ein: „Wichtiger als die Ordnung der Völker erscheint ihm die Ordnung und Sauberkeit am häuslichen Herd.“
Weniger für das Stück eingenommen waren allerdings bereits die Reaktionen auf eine Aufführung im Münchner Residenztheater 1951, in denen von einem „traumverlorenen Blick“ und „Pusteln der Unreife“ gesprochen wurde, um zu urteilen: „Die Sehnsucht fiel nicht ins Parkett“ und „Das wäre selbst Courths-Mahler zuviel“. Georg Hensel nannte das Stück „lyrisch überwuchert und penetrant symbolisch“. Auch Frischs Biograf Urs Bicher sah Santa Cruz schlicht als „Trivialgeschichte mit Anleihen beim Fernwehschlager“ und „literarischen Vorbildern.“
Für Volker Weidermann bewies das Stück zwar ein gewisses dramatisches Talent, doch über die historische Gleichzeitigkeit der Entscheidungsschlachten des Zweiten Weltkriegs und Frischs Sehnsucht, nach Hawaii aufzubrechen, urteilte er: „Das ist – bei allem Wissen um die Schweizer Insellage – absurd.“
Frischs Drama wurde mehrfach als Hörspiel adaptiert. Wolfgang Kleber komponierte nach Santa Cruz im Jahr 2006 eine bislang unaufgeführte Oper.

### Textausgaben
- Max Frisch: Santa Cruz. Eine Romanze. Schwabe, Basel 1947. Mit 10 Zeichnungen von Eugen Früh (Erstausgabe)
- Max Frisch: Santa Cruz. Eine Romanze In: Gesammelte Werke in zeitlicher Folge. Zweiter Band. Suhrkamp, Frankfurt am Main 1998, ISBN 3-518-06533-5, S. 5–75.

### Sekundärliteratur
- Manfred Durzak: Dürrenmatt, Frisch, Weiss. Deutsches Drama der Gegenwart zwischen Kritik und Utopie. Reclam, Stuttgart 1972, ISBN 3-15-010201-4, S. 156–165.
- Manfred Jurgensen: Max Frisch. Die Dramen. Francke, Bern 1976, ISBN 3-7720-1160-8, S. 25–30.
- Hellmuth Karasek: Max Frisch. Friedrichs Dramatiker des Welttheaters Band 17. Friedrich Verlag, Velber 1974, S. 16–22.
- Heide-Lore Schaefer: Max Frisch: Santa Cruz. In: Walter Schmitz (Hrsg.): Über Max Frisch II. Suhrkamp, Frankfurt am Main 1976, ISBN 3-518-10852-2, S. 183–206.
- Walter Schmitz: Max Frisch: Das Werk (1931–1961). Studien zu Tradition und Traditionsverarbeitung. Peter Lang, Bern 1985, ISBN 3-261-05049-7, S. 123–143.
- Peter Spycher: Nicht gelebtes und gelebtes Leben in Max Frischs „Bin oder Die Reise nach Peking“ und „Santa Cruz“: Eine literarisch-psychologische Betrachtung. In: Gerhard P. Knapp (Hrsg.): Max Frisch. Aspekte des Bühnenwerks. Peter Lang, Bern 1979, ISBN 3-261-03071-2, S. 141–155.